# 湘潭市市长列表
以下列出历任湘潭市市长：

## 湘潭专署专员
- 华国锋，山西交城人，1952年11月-1954年12月在任。
- 王治国，山西五台人，1954年12月-1956年4月在任。
- 定平，1956年4月-1957年4月代理。
- 赵处琪，山西孝义人，1957年4月-1959年11月在任。
- 陈茂艺，山西襄垣人，1959年11月-1962年2月在任。
- 陆明，1962年2月-文革前在任。

## 湘潭地区革命委员会主任
- 巫海清
- 孔安民，浙江安吉人
- 齐寿良，山西定襄人，1974年-1975年10月在任。

## 湘潭地区行政公署专员
- 石维刚，1979年3月-1983年8月在任。

## 湘潭市人民政府市长
- 谭景阳，北京怀柔人，1980年10月-1983年10月在任。
- 李壬申，湖南湘乡人，1983年10月-1990年6月在任。
- 范多富，甘肃永靖人，1990年6月-1992年3月在任。
- 孔令志，吉林德惠人，1992年3月-1995年2月在任。
- 陈叔红，湖南湘潭人，1995年2月-1995年10月在任。
- 蒋建国，湖南桃江人，1995年10月-2000年4月在任。
- 陈润儿，湖南茶陵人，2000年4月-2003年4月在任。
- 彭宪法，湖南湘潭人，2003年4月-2007年月在任。
- 余爱国，湖南岳阳人，2007年1月-2010年1月在任。
- 吴奇修，湖南娄底人，2010年1月-2011年1月在任。
- 史耀斌，內蒙古通遼人，2011年1月-2011年12月在任。
- 胡伟林，湖南岳阳人，2011年12月-2016年4月在任。
- 谈文胜，湖南宁乡人，2016年4月-2019年3月在任。
- 张迎春（女），湖南长沙人，2019年3月-2021年7月在任。
- 胡贺波，湖南华容人，2021年7月 - 2024年10月在任。
- 李永亮，四川简阳人，2024年12月上任